# Heterusinula dichroa
Heterusinula dichroa är en fjärilsart som beskrevs av Jordan 1907. Heterusinula dichroa ingår i släktet Heterusinula och familjen bastardsvärmare. Inga underarter finns listade i Catalogue of Life.